# ویم لاگندال
ویم لاگندال (هلندی: Wim Lagendaal; ۱۳ آوریل ۱۹۰۹ – ۶ مارس ۱۹۸۷) بازیکن فوتبال اهل هلند بود.

## تیم ملی
وی همچنین در تیم ملی فوتبال هلند بازی کرده‌است.